# Kašpar z Questenberka
Kašpar z Questenberka (německy Caspar von Questenberg, 1571, Kolín nad Rýnem – 28. června 1640, Praha) byl německý kněz a opat Strahovského kláštera. Pocházel z významného patricijského rodu Questenberků a jeho rodové větve doložené v Kolíně nad Rýnem od roku 1424. Jeho předkové byli činorodými obchodníky ve svazu německých obchodních měst. Vystudoval filosofii v Kolíně nad Rýnem, byl vysvěcen na kněze a vstoupil do premonstrátského řádu a kláštera na Strahově. Působil také jako kazatel a farář v Jihlavě (1595–1606). Od roku 1612 byl opatem Strahovského kláštera, zasloužil se o jeho rozvoj a je zde také pohřben. Byl významným katolickým teologem a organizátorem protireformačního hnutí v Čechách a na Moravě. Jeho poměrně těsný vztah k císařskému dvoru ve Vídni, jmenovitě k císaři Ferdinandovi II. a místně i k pražskému arcibiskupství, jej vázal i k dobovým mocenským strukturám.

## Život a činnost

### Mládí
Kašpar z Questenberka se narodil roku 1571 (bližší datum není známo) v bohaté patricijské rodině hanzovních obchodníků v Kolíně nad Rýnem, který byl součástí spolku severních německých měst, podílejících se na obchodu přes Baltské moře do Anglie a následně až do kolonizovaných území severní Ameriky. Za doloženého zakladatele rodové větve Questenberků v Německu se považuje Tielmann Questenberg, (1380 – 26. dubna 1448), který se narodil v Bodenfeldu v Dolním Sasku a asi v roce 1425 se usadil v Kolíně nad Rýnem. O čtyři generace později se narodili rodiče Kašpara z Questenberka, Gerhard (I.) (1535–1591) a matka Catharina von Thirlaen (* 1539), usídlení v Kolíně nad Rýnem. Kašpar z Questenberka zde vystudoval filozofii a byl zřejmě v roce 1594 vysvěcen na kněze, vstoupil do řádu premonstrátů a je od roku 1595 doložen v Strahovském klášteře v Praze. V době svého noviciátu působil jako kazatel, později i jako farář v Jihlavě. Měl tři bratry, Gerharda, Heřmana a Jana.

### Dospělost
Období 1600–1618
V době kdy Kašpar z Questenberka za vlády císaře Rudolfa II. přišel do Prahy a ujal se svých kněžských povinností ve Strahovském klášteře, se stupňoval rozpor mezi protestanty a katolíky v celé Evropě. Existence a činnosti katolických klášterů v protireformačním hnutí, zejména pak centrální Strahovský klášter premonstrátů a pražské arcibiskupství, hrály významnou roli. Bezpochyby nadaný a dobře vzdělaný Kašpar se stal pro úřadujícího opata Jana Lohelia nepostradatelným rádcem. Již v roce 1601 opata Lohelia doprovázel do Říma k papežské kurii, kde se projednávaly postupy katolické církve v protireformaci. Postupoval v klášterní hierarchii, stal se převorem a po zvolení Jana Lohelia do funkce pražského arcibiskupa převzal v roce 1612 úřad opata Strahovského kláštera. Z té doby se zachovaly i jeho některé teologické spisy. V následujících letech (asi od 1614) se podílel na reformách v dalších klášterech správní oblasti (zirkariebezirk) premonstrátů na území Čech, Moravy, Rakouska a Slezska jako generální vikář a kancléř arcibiskupství. Zasloužil se o rozvoj sídelního premonstrátského Strahovského kláštera. Za jeho působení byla dokončena přestavba dolních ambitů kláštera a prelatury a vystavěn špitál sv. Alžběty na Pohořelci, klášterní pivovar. Na Novém Městě založil kolej sv. Norberta pro studium řádových bratří.
Období 1619–1626

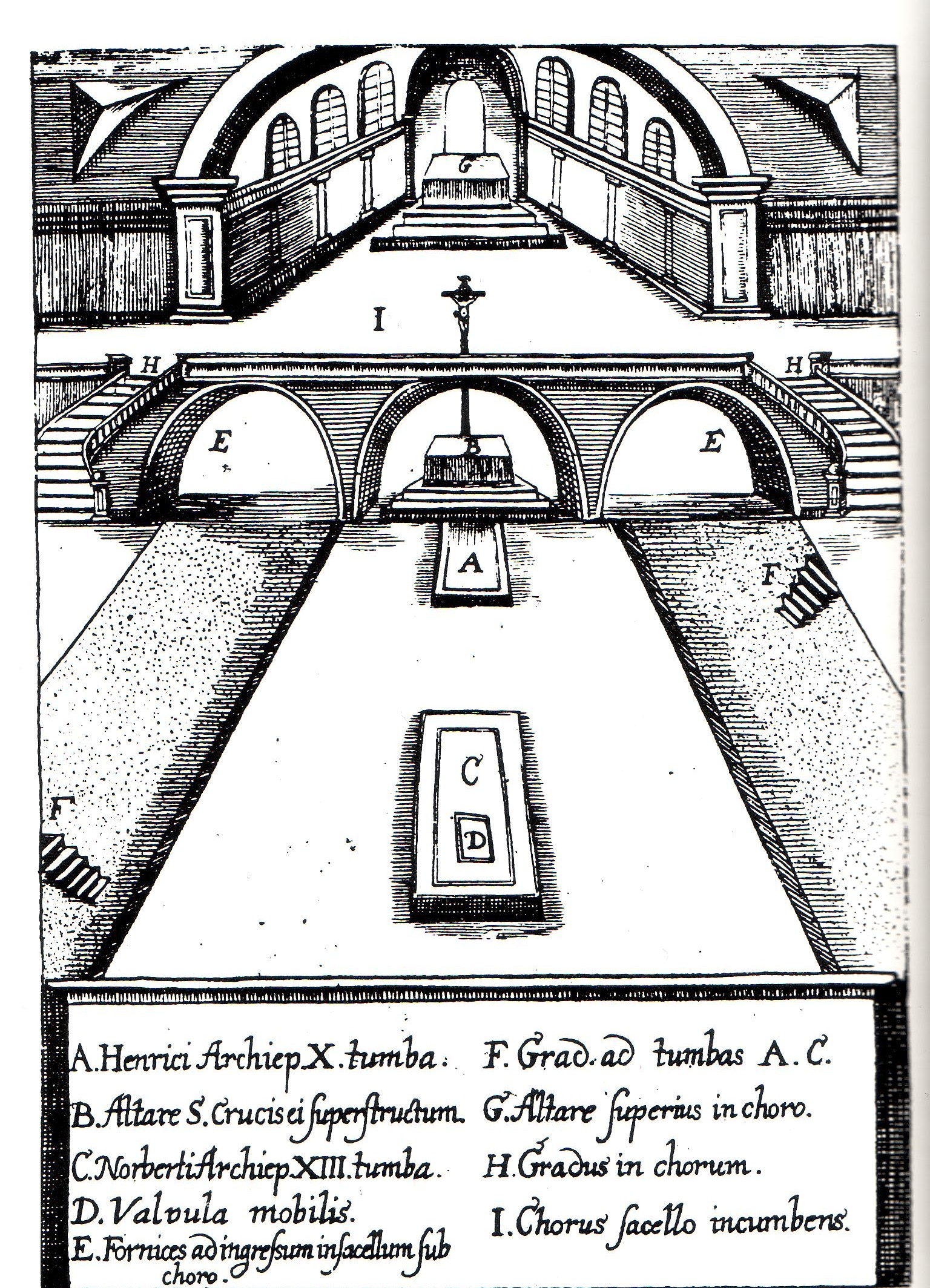
Místo uložení ostatků sv. Norberta v Magdeburku

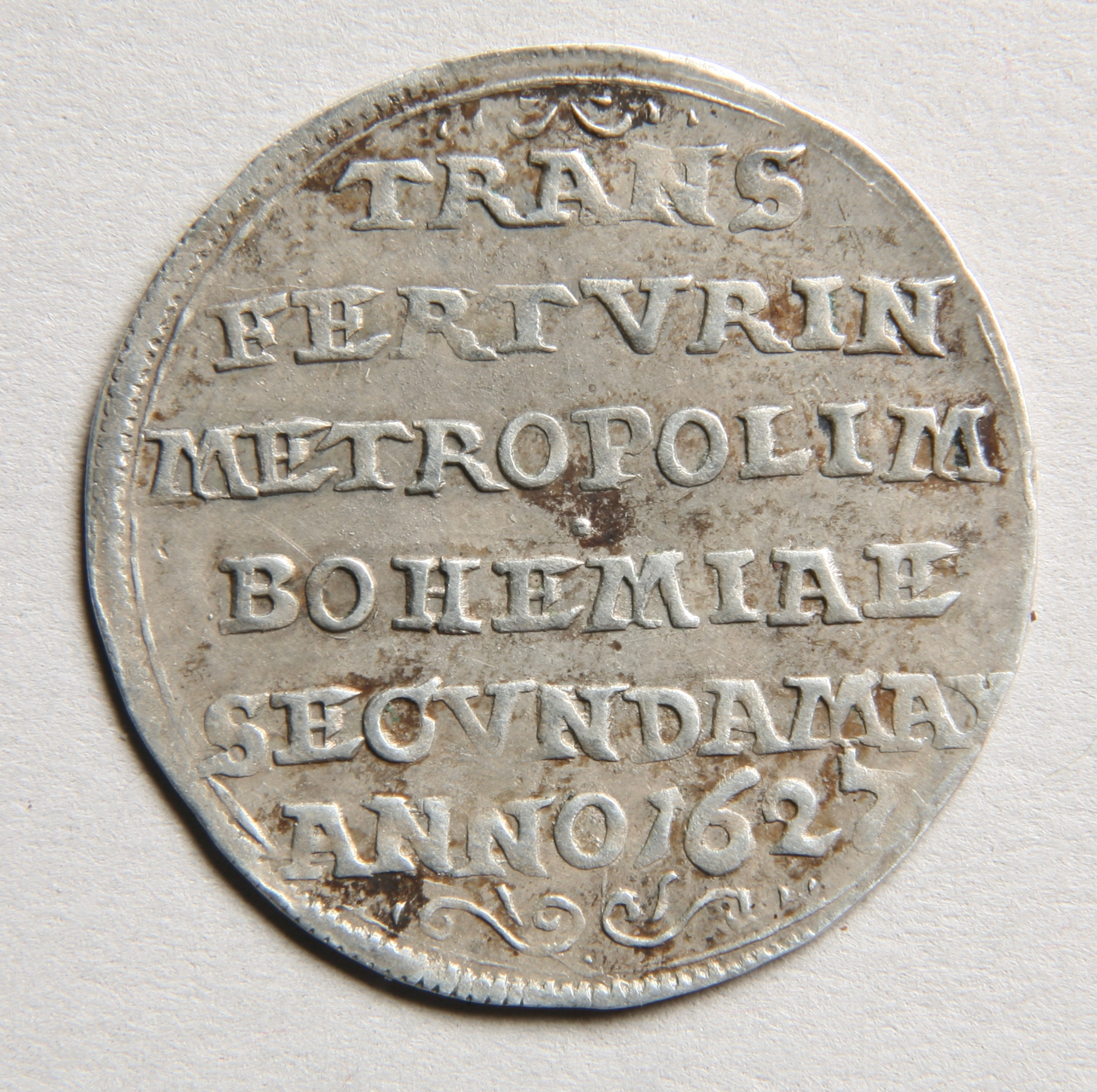
Medaile ku příležitosti přenesení ostatků sv. Norberta do Prahy 1627

Relativně klidné a tvůrčí období skončilo v roce 1618 pražskou defenestrací. Katolické duchovenstvo, jezuité, arcibiskup Jan Lohelius, opat Kašpar z Qeustenberka a také opat benediktinského Břevnovského kláštera byli z Prahy vypuzeni a museli se uchýlit do bezpečných míst, jedno z nich byl Klášter Teplá. Opatu Kašparovi z Questenberka se s pomocí jeho bratra Gerharda, podařil útěk do Vídně k císařskému dvoru. Bratr Gerhard také pomohl části řádových bratrů premonstrátského kláštera přemístit se na bezpečné místo. Po bitvě na Bílé hoře 1620 se Kašpar z Questenberka vrátil do Prahy a obnovil činnost Strahovského kláštera. Škody, které premonstráti utrpěli, byly v následujících dvou letech s přispěním vídeňské administrativy nahrazeny. V roce 1622 se opatu Kašparovi z Questenberka podařilo ke Strahovskému klášteru přičlenit původně benediktinský klášter v Želivi a rozhodnutím císaře také klášter v Milevsku. V témže roce však pražský arcibiskup Lohelius a vlivný zastánce opata Strahovského kláštera zemřel (2. listopadu 1622) a nově ustanovený pražský arcibiskup Arnošt Vojtěch z Harrachu, od roku 1626 kardinál, který usiloval o upevnění vztahu k císařskému dvoru Ferdinanda II., pozice premonstrátů v arcidiecézi poněkud rozmělnil novým ustanovením struktury vikariátů.
Období 1627–1640
V roce 1627 císař Ferdinand II. zřídil protireformační komisi a do ní jmenoval i opata Strahovského kláštera Kašpara z Questenberka. Komise vyhledávala a posuzovala provinění účastníků stavovského povstání a odpůrců politiky Ferdinanda II. a odsuzovala je ke konfiskaci majetků. Verdikty komise mohl změnit pouze panovník. Další krize, která postihla opata Kašpara a potažmo i celou katolickou komunitu v Praze byl vpád saské armády s podporou švédských jednotek pod vedením polního maršála Arnima do Čech, obsazení Prahy v listopadu 1631 a návrat k vládě protestantů. Již šedesátiletý Kašpar z Questenberka se musel znovu uchýlit do Vídně pod ochranu císaře.  Po sedmi měsících, když císařská vojska pod vedením Albrechta z Valdštejna saská vojska z Čech vypudila (25. května 1632), se opat Kašpar vrátil do Prahy a znovu oživil činnost Strahovského kláštera. Další vpád protestantských Švédů do Čech 1639 pod velením generála Bannera, opětně donutil opata Kašpara k útěku do Vídně. Unavený a nemocný opat Kašpar se příští rok do Prahy vrátil ale vysílení a nemoci podlehl 28. června 1640.
Ostatky sv. Norberta
S osobou opata Strahovského kláštera Kašpara z Questenberka se nejčastěji zmiňuje jeho úsilí a zásluhy o získání ostatků sv. Norberta z Xanten, zakladatele premonstrátského řádu, které byly uloženy v Magdeburku v klášteře Panny Marie. Od roku 1626 s podporou císaře vedl opat Kašpar jednání o přenesení ostatků do Strahovského kláštera, který se v té době považoval za centrum premonstrátů, zatímco Magdeburg byl po dlouhou dobu pod vlivem protestantů. Po různých obstrukcích se podařilo ostatky sv. Norberta vyzvednout a prozatímně uložit (11. prosince 1626) v premonstrátském klášteře v Doksanech. Do Prahy byly ostatky slavnostně převezeny až 2. května 1627 a uloženy ve Strahovském klášteře. 

## Životní odkaz
Doba, ve které Kašpar z Questenberka žil byla plná politických a náboženských zvratů, lokálních a celoevropských válek. Byla to doba novověku, kdy se formovaly nové státy, tvořily se základy nových hospodářských formací, rozvíjela se věda a kultura. Kašpar z Questenberka do této doby vstoupil jako vzdělaný a přesvědčený katolík, zásadový teolog a organizátor církevních institucí, které se v průběhu třicetileté války a protireformačního hnutí obnovovaly a dotvářely politický a hospodářský rámec habsburské říše. Žil v rozporuplné době vlády Rudolfa II. pak krátce vládnoucího císaře Matyáše a dramatické protireformační vládě Ferdinanda II. a posléze i Ferdinanda III. Jeho odkaz je zachován v historii Strahovského kláštera a působení řádu premonstrátů v zemích Koruny české. Ve Strahovském klášteře, kde jsou uloženy ostatky zakladatele premonstrátského řádu sv. Norberta z Xantenu, o jejichž přenesení do kláštera se zasloužil, je v bazilice pohřben i Kašpar z Questenberka.